# レッドアリーマーII
『レッドアリーマーII』（レッドアリーマーツー、英語：Gargoyle's Quest II: The Demon Darkness）は、1992年7月17日に日本のカプコンから発売されたファミリーコンピュータ用アクションロールプレイングゲーム。
同社によるゲームボーイソフト『レッドアリーマー 魔界村外伝』（1990年）の続編。主人公のレッドアリーマーを操作し、黒き光と謎の軍団を倒して魔界を救うというストーリー。基本的なゲームシステムは前作を踏襲しているが、移動速度の高速化や戦闘のシステムなどが変更されている。
開発はカプコンが行い、企画は後にスーパーファミコン用ソフト『ロックマン7 宿命の対決!』（1995年）を手掛けた宮崎亮、音楽はスーパーファミコン用ソフト『ロックマンX』（1993年）を手掛けた里村由紀が担当している。
1993年に『魔界村外伝 THE DEMON DARKNESS』のタイトルでゲームボーイに移植された。ファミリーコンピュータ版はバーチャルコンソール対応ソフトとして2014年にニンテンドー3DS、Wii Uにてそれぞれ配信された。

## ゲーム内容
物語は魔界を襲ったくろきひかりと謎の軍団との戦い。前作のゲームシステムを引き継いでいるため、壁に張り付くことやホバリング（空中浮遊）が可能。また多種多様なアイテムが登場する。ロールプレイングパートでの移動速度が前作より2倍になった他、ランダムエンカウントによる戦闘が無くなった。また、ポーズ中でなくても残数の表示がされるようになった。前作同様、パスワードコンティニュー制。以下本項の記述は『ファミリーコンピュータ必勝法スペシャル　レッドアリーマーII』（1992年、ケイブンシャ）に基づいている。 

## 設定

### ストーリー
人類が誕生していない、遥か昔の魔界の物語。魔界の町エトルリアの住人であるレッドアリーマーは、魔界の戦士になる事を夢に、戦士の訓練場へと通っていた。そして訓練場の卒業を迎えた時、伝説の黒き光とともに謎の軍団が来襲してきた。戦士であるレッドアリーマーは黒き光と謎の軍団の謎を解き、そして魔界を救うために一人旅立つ事となった。

### 用語
くろきひかり
魔界を襲った謎の光。死と破壊を司る。受けた者は死ぬ。闇の力で防げるが、顔がひどくなる。正体はキングブレーガーの巨大な破壊の意志。
あかきほのお
くろきひかりを唯一滅ぼすことができる存在。
魔王
今作に出てくる「魔王」という単語は一部の地域を支配している者の事を指す。魔界を支配する称号は「魔界王」。なお、村を支配していた魔王であるサムエルは、町を支配している魔王バアルを「バアル様」と呼んでいるから村の魔王よりも町の魔王の方が権力が強いと見える。

## 登場キャラクター

### 味方キャラクター
レッドアリーマー
前作からの主人公。後にキングブレーガーを倒す「あかきほのお」である事が明かされる。
ゾンビ、マジシャン、ミイラ男
魔界の最もポピュラーな住人。ゾンビ、マジシャンは『超魔界村』に登場したものと同じ姿をしている。見た目に反し気さくな性格でマジシャンは闇の力の交換と呪いの言葉を教えてくれる人もいる。
モーロック
魔界の町エトルリアを治めている魔王。魔界の戦士の育成に精力的で訓練所も運営している。レッドアリーマーの素質を見抜き一日でも早く立派な戦士になって欲しいと願っている。「くろきひかり」の犠牲になる。
外見は『魔界村』シリーズに登場したアスタロトと同じ姿をしている。
バアル
魔界の町ギベアを治めている魔王。謎の軍団の襲撃を受け力を封印されたが、魔界の首都キングパレスを結界で閉ざす。封印を解くと自らの力を分けてくれ、キングパレスへ向かう事を伝える。
外見は『大魔界村』に登場したシールダーと同じ姿をしている。
サムエル
魔界の村シドンを治めている魔王。長命であるせいか古い言い伝えに詳しくバアルの呪いを解く方法を教えてくれる。
ヘカテ
ガザの洞窟に住む夜の女神。かつてシドンの村で「よるのしずく」を求めて来たことがある。
魔界王
魔界の首都キングパレスを治めており、実質魔界を治めている人物。キングパレスにいたのは偽者で本物はイマウスの山に封じられていた。助けると自身の力を分け与えてくれる。
レーテ
トペテの村の長老だが彼自身はレーテの館に住む。魔界が誕生していた時から存在しており、レッドアリーマーに魔界の伝説を教えた。
ルシフェル
ルースキープに住む魔王。左端に宮殿を持つ。『大魔界村』ではラスボスとして登場し、前作ではボスとして登場した。今作では戦わない。赤い色が特徴。
ベローナ
ルースキープに住む魔王。ルースキープの右端に宮殿を持つ。ルシファーとは対照的に氷のような姿を持ち、青い色が特徴。その外見に反して丁寧な言葉遣いと親切な性格が特徴。
デモゴルゴン
声だけ登場した魔王。かつて破壊王キングブレーガーと魔界の覇権を争い彼を封印した。

### ボスキャラクター
ナーガス
エトルリアの町のボス。謎の軍団の前線隊長であり、その名の通りナーガのような姿をした竜人で、口から3方向に飛ぶ弾と、腹部からはバウンドする弾を放ち攻撃してくる。
デス・バルーン
ヒンノムの森のボス。風船のような魔物。吸い込んで引き寄せてくる他、シャボン玉のような弾を吐いてくる。
サンド・フロッグ
砂漠の遺跡のボス。カエルの化け物。こちらの機動力を下げる小さな分身を放ち、体当たりで攻撃してくる。
スカルサタン
キング・パレスのボスで骸骨の悪魔。謎の軍団の軍団長を務める。前作ではザコ敵だったが、今作ではボス敵に格上げされている。魔界王に化け、キングパレスの住人のほとんどに催眠術をかけた上レッドアリーマーを騙そうとする。
死に間際にいち早くレッドアリーマーが「あかきほのお」であることに気付き始めるも、断末魔を上げ消滅する。
ツイン・ガーディアン
イマウスの山のボス。謎の軍団ではないが、レッドアリーマーが内部に入るのに相応しいか試すために挑んでくる。二体のガーゴイルのような魔物。弾を飛ばしたり、合体して竜巻のようになり攻撃してくることもある。
ダゴン
とある砂漠に棲みついている浮遊する蛇のような魔物。レッドアリーマー目掛けゆっくりと向かってくる。
カマギラス
魔鏡の館への道を塞いでいるカマキリのような姿を持つ悪魔。謎の軍団の親衛隊長を務める。魔界王のイベントを終わらせた後話しかけると襲いかかってくる。鎌をブーメランのように飛ばして攻撃してくる。
ドッペルゲンガー
魔鏡の館のボス。レーテの命によりレッドアリーマーが彼に会うのに相応しいかを試すために挑んでくる。鏡から出現し体当たりや弾を放つ。レッドアリーマーに化けることもあり、その時に攻撃するとこちらがダメージを受けてしまう。
ゴーザ
事の発端を作った人物。キングブレーガーを封印から解放。全世界を破滅させようと考えている。ブレーガーズ・パレス前半のボスであり、蛇のような下半身を持ち、トライデントを携えている。指から足場を破壊するレーザーを放って攻撃してくる。
破壊王キングブレーガー
ラスボス。混沌より生まれし破壊王。かつて魔王デモゴルゴンと魔界の覇権を争うも敗れて封印されてしまう。全身が鎧で覆われており、四本の腕を持つ。前作よりも巨大な姿で、ある武器ではないとダメージを与えられない。
ちなみに謎の軍団の正体はキングブレーガーの軍団だった。

## 他機種版

### 一覧
| No. | タイトル                      | 発売日                                    | 対応機種        | 開発元   | 発売元   | メディア                                      | 型式    | 備考                           | 出典              |
| --- | ----------------------------- | ----------------------------------------- | --------------- | -------- | -------- | --------------------------------------------- | ------- | ------------------------------ | ----------------- |
| 1   | 魔界村外伝 THE DEMON DARKNESS | 1993年4月16日                             | ゲームボーイ    | カプコン | カプコン | 2メガビットロムカセット                       | DMG-RFJ |                                |                   |
| 2   | 魔界村外伝 THE DEMON DARKNESS | 2000年3月1日                              | ゲームボーイ    | カプコン | カプコン | フラッシュロムカセット （ニンテンドウパワー） | -       | ゲームボーイ版の移植           |                   |
| 3   | レッドアリーマーII            | 2014年3月5日 2014年10月30日               | ニンテンドー3DS | カプコン | カプコン | ダウンロード (バーチャルコンソール)           | -       | ファミリーコンピュータ版の移植 | [ 1 ] [ 2 ] [ 3 ] |
| 4   | レッドアリーマーII            | 2014年5月21日 2014年9月4日 2014年10月30日 | Wii U           | カプコン | カプコン | ダウンロード (バーチャルコンソール)           | -       | ファミリーコンピュータ版の移植 | [ 4 ] [ 5 ]       |

### ゲームボーイ版
『魔界村外伝 THE DEMON DARKNESS』は、1993年4月16日にカプコンから発売されたゲームボーイ対応アクションRPG。『レッドアリーマーII』の移植作品。ファミコン版より画面のレイアウトがスケールダウンしているが、追加要素もあり、様々な変更もなされている。
新能力と新ステージ
「ホーミング・ファイアー」と「幽体離脱」が追加された。ホーミング・ファイアーは攻撃の一つで、攻撃力が低く、連射もできないが、敵を追尾する炎を吐くことができる。「幽体離脱」はセレクトボタンを押すことで、幽体離脱できステージ内のマップをある程度見渡すことが可能になる。どちらもロールプレイングパートのフィールドのどこかにある追加ステージをクリアする事で使用可能になる。なお、どちらもクリア上必須なものではない。
その他の変更点
ボスキャラクターであるスカルサタン、カマギラス戦の曲がボス戦のBGMでは無く、ロールプレイングパートの所々にあるフィールド間ステージの曲に変更されている。

## スタッフ
- 企画：RYO（宮崎亮）
- オブジェクト・デザイナー：TAKEPONG、KATU-M、WILD CATS、MURA
- スクロール・デザイナー：YUKI（京谷有紀）、RINDA、K TOGO、JOE Y
- プログラマー：CUTY UEYAMA（うえやまこうじ）
- 音楽：SATO（里村由紀）

## 評価
ファミリーコンピュータ版
ゲーム誌『ファミコン通信』の「クロスレビュー」では、5・6・7・7の合計25点（満40点）、『ファミリーコンピュータMagazine』の読者投票による「ゲーム通信簿」での評価は以下の通りとなっており、21.5点（満30点）となっている。
| 項目 | キャラクタ | 音楽 | お買得度 | 操作性 | 熱中度 | オリジナリティ | 総合 |
| 得点 | 3.8        | 3.4  | 3.4      | 3.5    | 3.7    | 3.6            | 21.5 |
ゲームボーイ版
ゲーム誌『ファミコン通信』の「クロスレビュー」では、6・5・6・5の合計22点（満40点）、『ファミリーコンピュータMagazine』の読者投票による「ゲーム通信簿」での評価は以下の通りとなっており、19.8点（満30点）となっている。
| 項目 | キャラクタ | 音楽 | お買得度 | 操作性 | 熱中度 | オリジナリティ | 総合 |
| 得点 | 3.5        | 3.1  | 3.3      | 3.2    | 3.5    | 3.1            | 19.8 |